# Grand Rapids Gold
Grand Rapids Gold – zawodowy zespół koszykarski, z siedzibą w mieście Walker, w stanie Michigan. Drużyna jest członkiem ligi D-League. Klub powstał w 2006 jako Anaheim Arsenal. Po trzech latach istnienia został przeniesiony z Anaheim (Kalifornia) do Springfield (Massachusetts), gdzie przyjął nazwę Amor.
15 kwietnia 2014 zespół został zakupiony przez grupę SSJ Group, prowadzoną przez Steve’a Jbara. Klub został przeniesiony do Grand Rapids, w stanie Michigan, gdzie pod nazwą Drive rozpoczął sezon 2014/15. Jest powiązany z zespołem NBA – Detroit Pistons. Pistons kierują departamentem do spraw operacji koszykarskich, personelem oraz wszelkimi aspektami koszykarskimi. Grupa inwestycyjna Jbara, złożona z prominentnych, lokalnych inwestorów zajmuje się natomiast zarządzaniem zespołem, operacjami biznesowymi oraz public relations.
Wkrótce po przenosinach zespołu został ogłoszony konkurs na jego nazwę. Nadeszło ponad 4 000 propozycji z czego wybrano cztery finałowe: Drive, Chairmen, Horsepower, i Blue Racers. Nazwę zespołu wyłoniono ostatecznie poprzez głosowanie online lokalnej społeczności. Największą liczbę głosów, 78%, uzyskała nazwa Drive, która stała się automatycznie oficjalna nazwą klubu.
W przeszłości, podczas rozgrywek 2007/08, w zespole z Anaheim występował Marcin Gortat. Rozegrał w nim 5 spotkań, notując 9,8 punktu, 6,8 zbiórki, 1,2 asysty, 0,6 bloku, przy skuteczności z gry 48,8%.
Zespół występuje w DeltaPlex Arena, w sąsiedztwie Walker.

## Powiązania z zespołamiNBA
- Detroit Pistons (od 2014)
- New York Knicks (2009–2011)
- Philadelphia 76ers (2009–2011)
- Brooklyn Nets (2009–2014)
- Atlanta Hawks (2007–2009)
- Los Angeles Clippers (2006–2009)
- Orlando Magic (2006–2008)
- Portland Trail Blazers (2006–2007)

## Wyniki sezon po sezonie
| Anaheim Arsenal        |                        |                        |     |     |      |                              |           |
| 2006–07                | Zachodnia              | 4                      | 23  | 27  | 46   |                              |           |
| 2007–08                | Zachodnia              | 4                      | 23  | 27  | 46   |                              |           |
| 2008–09                | Western                | 6                      | 15  | 35  | 30   |                              |           |
| Springfield Armor      |                        |                        |     |     |      |                              |           |
| 2009–10                | Wschodnia              | 7                      | 7   | 43  | 14   |                              |           |
| 2010–11                | Wschodnia              | 6                      | 13  | 37  | 26   |                              |           |
| 2011–12                | Wschodnia              | 1                      | 29  | 21  | 58   | Przegrana – Runda I (Canton) |           |
| 2012–13                | Wschodnia              | 5                      | 18  | 32  | 36   |                              |           |
| 2013–14                | Wschodnia              | 3                      | 22  | 28  | 44   |                              |           |
| Grand Rapids Drive     |                        |                        |     |     |      |                              |           |
| 2014–15                | Wschodnia              | --                     | --  | --  | --   |                              |           |
| Suma - sezon regularny | Suma - sezon regularny | Suma - sezon regularny | 150 | 250 | 37,5 | 2006–2014                    | 2006–2014 |
| Suma - play-off        | Suma - play-off        | Suma - play-off        | 1   | 2   | 33,3 | 2006–2014                    | 2006–2014 |

## Nagrody i wyróżnienia
Obrońca roku
- Landry Nnoko (2018)

I skład D-League
- Willie Reed (2015)

II skład D-League
- Jawad Williams (2007)
- James White (2009)
- Jeff Foote (2012)
- Kris Joseph (2012)

III skład D-League
- Dennis Horner (2012)
- Jerry Smith (2012)
- Adonis Thomas (2015)
- Landry Nnoko (2018)

All-D-League Honorable Mention Team
- Cedric Bozeman (2009)
- Morris Almond (2010)
- JamesOn Curry (2012)
- Willie Reed (2013)
- Darius Johnson-Odom (2014)

I skład defensywny D-League
- Jerry Smith (2012)
- Willie Reed (2015)

III skład defensywny D-League
- Hasheem Thabeet (2015)

I skład debiutantów D-League
- Scottie Reynolds (2011)
- Kris Joseph (2013)
- Adonis Thomas (2014)

II skład debiutantów D-League
- Chas McFarland (2011)

Uczestnicy meczu gwiazd

- Jawad Williams (2007)[14]
- Cedric Bozeman (2009)[15]
- James White (2009)[15]
- Morris Almond (2010)[16]
- Scottie Reynolds (2011)[17]
- JamesOn Curry (2012)[18]
- Jeff Foote (2012)[18]

- Jerry Smith (2012)[18]
- Lorenzo Brown (2015)[19]
- Willie Reed (2015)[19]
- Adonis Thomas (2015)[19]
- Jordan Crawford (2017)[20]
- Ray McCallum (2017)[20]

Zwycięzcy konkursu wsadów
- James White (2009)
- L.D. Williams (2012)

Zwycięzcy konkursu Shooting Stars
- Jerry Smith (2012)[22]